# 塞居莱维拉
塞居莱维拉（法語：Ségur-les-Villas）是法国康塔尔省的一个市镇，位于该省北部，属于圣弗卢尔区。该市镇总面积26.69平方公里，2009年时的人口为202人。

## 人口
塞居莱维拉人口变化图示
| 数据来源：INSEE |